# InflateSail
InflateSail (en français voile gonflable) est une mission spatiale financée par l'Agence spatiale européenne dont l'objectif était de tester l'utilisation d'une voile déployée grâce à une structure gonflable pour accélérer la désorbitation des satellites. Le nano-satellite artificiel de type CubeSat 3U développé par le centre de recherche SSTL (Royaume-Uni)  sous maitrise d'ouvrage de l'Institut von Karman de dynamique des fluides (Belgique) est lancé le 23 juin 2017 et placé sur une orbite de 505 kilomètres. Il a effectué sa rentrée atmosphérique 72 jours plus tard prouvant ainsi l'efficacité du dispositif de freinage.

## Contexte et objectif
Le satellite InflateSail est un démonstrateur visant à tester l'utilisation d'une voile pour accélérer la désorbitation des satellites en orbite terrestre et ainsi réduire le nombre de satellites arrivés en fin de vie sur l'orbite basse. L'objectif final est de trouver une méthode permettant de limiter les débris spatiaux qui constituent un danger pour les satellites opérationnels. Le principe mis en œuvre est le suivant : l'atmosphère résiduelle présente en orbite basse exerce sur la voile une force de trainée proportionnelle à la surface exposée dans le sens du déplacement. Cette force réduit progressivement la vitesse du satellite et en conséquence diminue son altitude (les deux sont liées). La voile constitue théoriquement un dispositif beaucoup moins lourd à emporter que la masse d'ergols que le satellite devrait utiliser pour aboutir au même résultat. 
InflateSail fait partie du programme de recherche DEPLOYTECH du centre de recherche anglais Surrey Space Centre. Ce projet est  financé dans le cadre du septième programme-cadre de l'Union européenne. Le CubeSat est développé dans le cadre du projet QB50.

## Caractéristiques techniques
Le démonstrateur technologique InflateSail est un nano-satellite artificiel de type CubeSat 3U (30x10x10 cm et 3,3 kg). Le satellite est stabilisé 3 axes avec une précision de 10° dans la direction de la trajectoire à l'aide de trois magnéto-coupleurs et d'une roue à réaction. La mesure de l'orientation est effectuée à l'aide d'accéléromètres, d'un viseur d'étoiles et de capteurs solaires. La charge utile est constituée par une voile de 10 m²  supportée par 4 mats en plastique à renfort fibre de carbone qui sont dépliés à l'aide d'un moteur électrique. Un mat gonflable à l'aide d'azote et réalisé en laminé de polymère d'aluminium permet d'écarter le centre de poussée de la voile du centre de masse du satellite ce qui permet de stabiliser l'orientation du satellite de l'ensemble de manière passive et  de maintenir ainsi la force de trainée à son maximum. 

## Déroulement de la mission
Le satellite est placé sur une orbite héliosynchrone de 505 kilomètres  (inclinaison orbitale de 97,44°) par un lanceur indien PSLV-C qui décolle de la base de lancement de Satish Dhawan le 23 juin 2017. Une heure plus tard le déploiement de la voile est déclenché. Le satellite perd rapidement de l'altitude et effectue sa rentrée atmosphérique 72 jours après son lancement démontrant ainsi l'efficacité du dispositif de freinage.  

## Galerie

LA voile repliée avec son système de déploiement
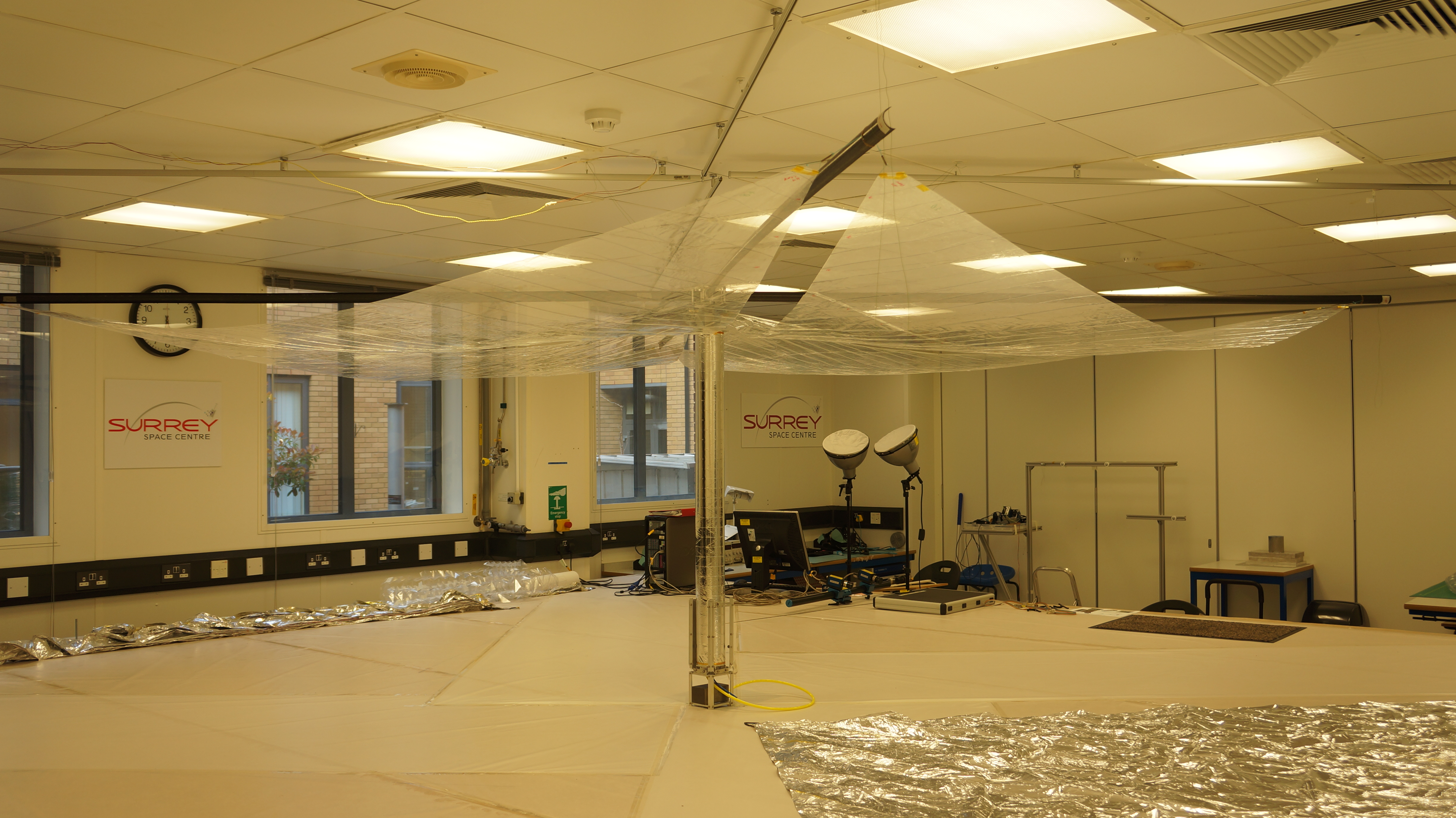
La voile dépliée
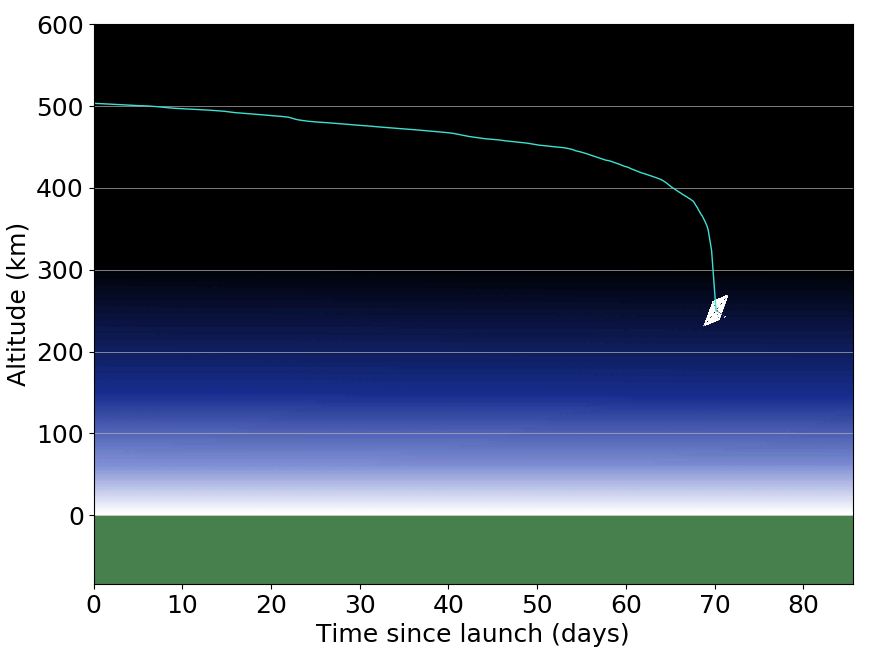
Évolution de l'altitude de InflateSail